# Takahiro Oshima
Takahiro Oshima (født 14. april 1988) er en japansk fodboldspiller, som spiller for den japanske fodboldklub AC Nagano Parceiro.